# Rick Kulacz

Rick Kulacz (Perth, 27 juni 1985) is een professioneel golfer uit Australië.
Toen hij 15 jaar was werd hij opgenomen in het nationale team voor amateurs.

## Amateur
Als amateur won Kulacz o.a. het New South Wales Open met een laatste ronde van 65. Hij werd daardoor uitgenodigd om het Australian Open te spelen en werd de eerste twee rondes ingedeeld met Greg Norman.

### Gewonnen
- 2001: Australisch jeugdkampioenschap, Wereldkampioenschap Junioren, Jack Newton International
- 2006: New South Wales Open
- 2007: Scatch spelers Kampioenschap in Californië, South Australia Am Classic

## Professional
Kulacz werd op 1 oktober 2007 professional en verdeelt zijn tijd over de Australaziatische PGA Tour, de Aziatische PGA Tour (AT) en de Europese PGA Tour, waar hij in 2010 een Tourkaart had. Op de Aziatische Tour behaalde hij twee overwinningen. Hij won de play-off in Brunei door vanuit de bunker in de hole te slaan en birdie te maken.

### Gewonnen
- 2008: Brunei Open na een play-off tegen Wen-teh Lu (AT)
- 2009: Worldwide Holdings Selangor Masters